# Farinata degli Uberti

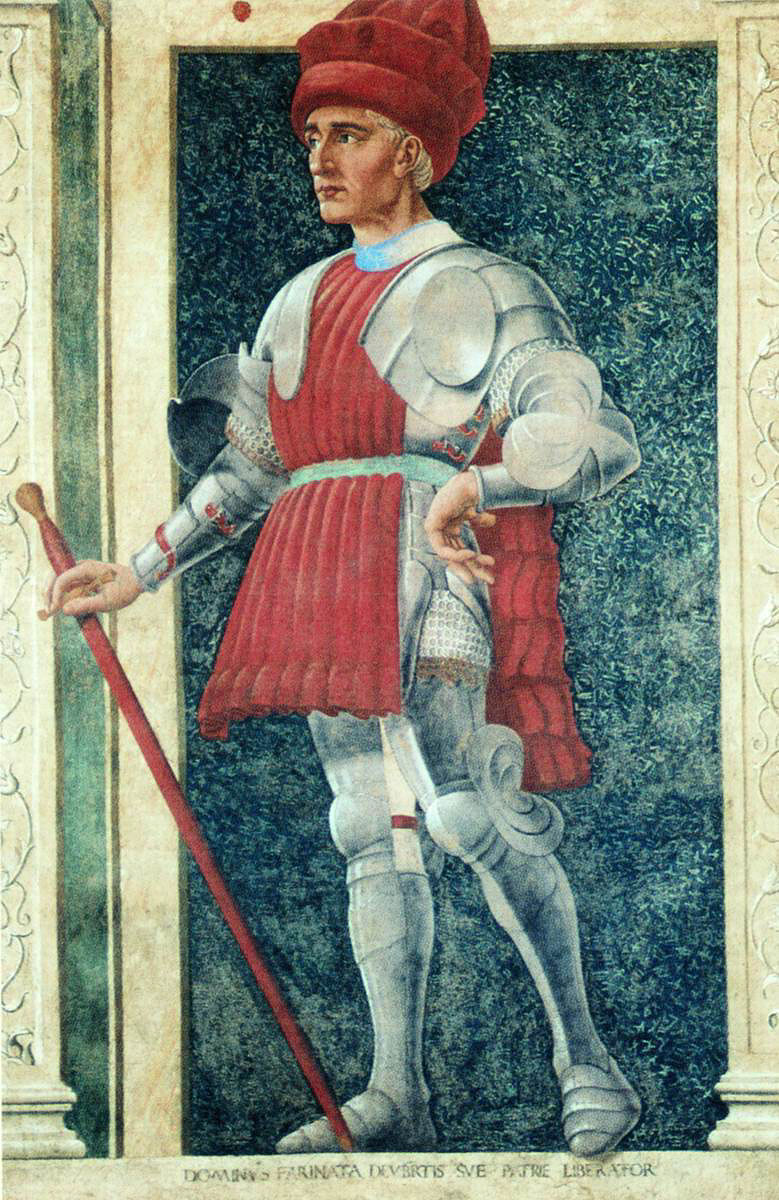
Farinata en la serie de hombres ilustres de Andrea del Castagno.

Farinata degli Uberti o Manente degli Uberti (Florencia, 1212 - ib., 11 de noviembre de 1264) fue un noble gibelino, el partido que apoyaba al Imperio, perteneciente a una de las más antiguas y famosas familias florentinas de su época. Dante lo cita en el canto VI del Infierno entre los uomini degni del tempo passato (verso 79-84), y también entre los florentinos ch’a ben far puoser li ’ngegni y en el canto X entre los herejes.

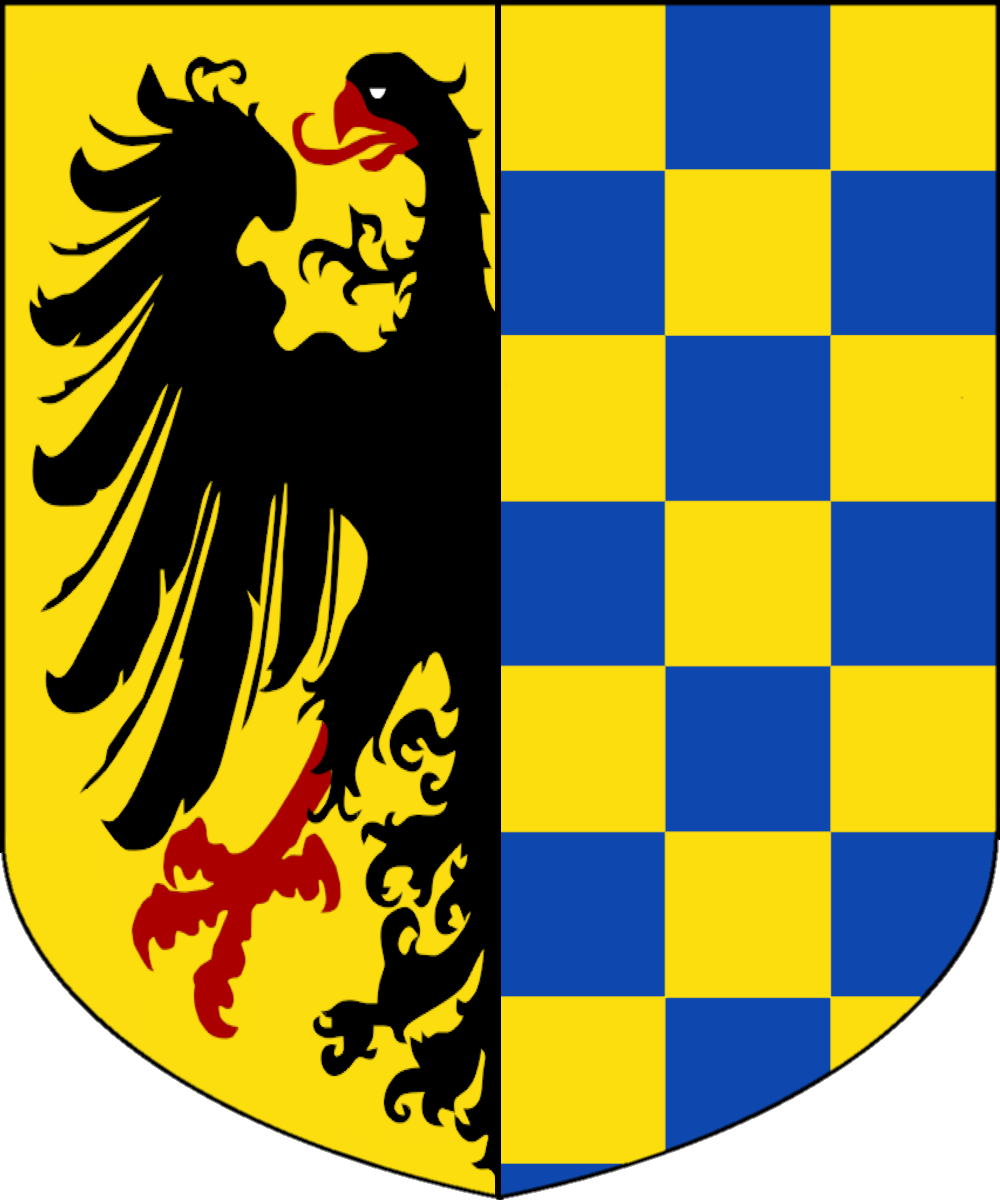
Escudo de armas de Farinata Degli Uberti (XIII siglo).

## Biografía
Farinata vivió en Florencia a principios del siglo XIII, una época convulsionada para la capital toscana, envuelta en las luchas entre güelfos y gibelinos. Desde 1239 Farinata lidera la facción gibelina, desarrollando un papel central en la persecución a los güelfos en 1248. 
Los Uberti, sin embargo, fueron a su vez exiliados. Incluso después de muertos algunos fueron víctimas del oprobio. En 1283, casi dos décadas después de muerto, su cuerpo y el de su mujer Adaleta fueron sometidos a un juicio público por herejía. Con tal fin, sus despojos fueron exhumados de la iglesia florentina de Santa Reparata. El proceso se saldó con una declaración de culpabilidad, por lo que su herencia fue confiscada a sus herederos. 
La razón subyacente a la acusación fue principalmente haber puesto en entredicho la supremacía de la Iglesia católica. La facción que Farinata lideraba exigía de hecho la separación entre el poder espiritual y el temporal. La propaganda güelfa aumentó la confusión. Los Uberti fueron excluidos de toda amnistía concentrándose en ellos el odio de la facción contraria.

## En laDivina Comedia

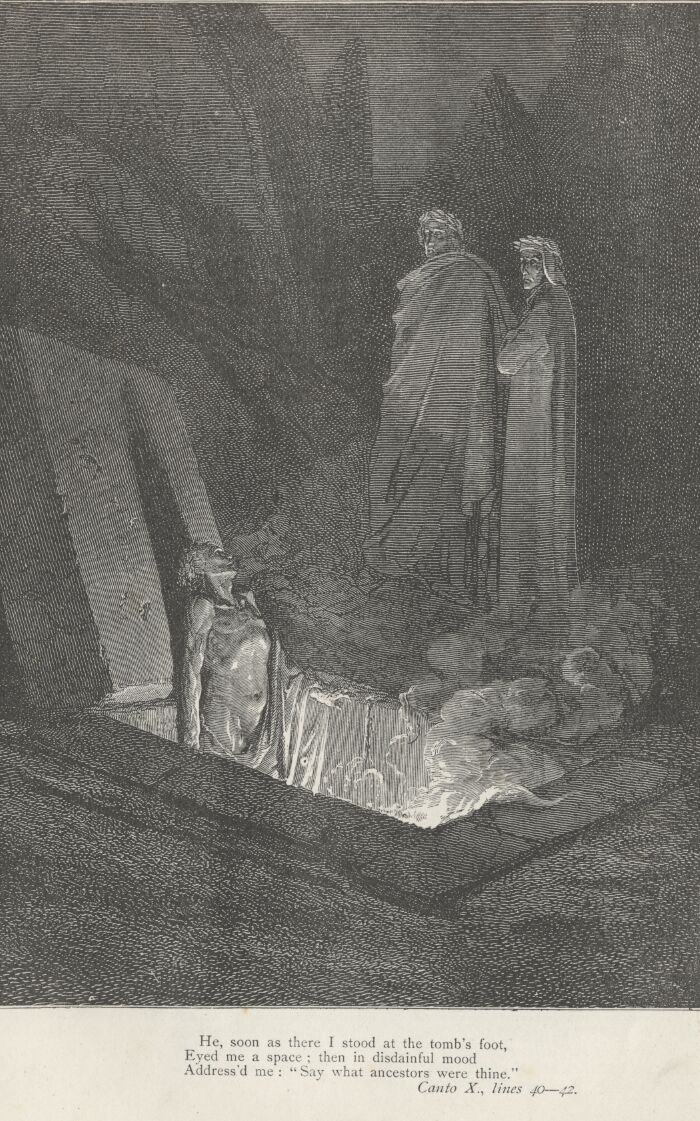
Dante, Virgilio y Farinata en un grabado del Infierno de la Divina Comedia. Ilustración de Gustave Doré.

En el canto X del Infierno de La Divina Comedia Farinata entra en escena mediante las siguientes palabras:

Y él me dijo:¡Vuélvete! ¿Qué haces?
Míralo a Farinata que allí erguido,
lo verás de la cintura arriba entero.
Versos 31-33

A Farinata se le coloca entre los herejes epicúreos que l'anima col corpo morta fanno (v.15), es decir que no creen en la inmortalidad del alma. Adversario político de Dante, sostiene con este una conversación con tintes políticos sobre las familias, como la responsabilidad de los hijos sobre las acciones paternas. 
Tras un tenso intercambio, Farinata pronuncia una profecía sobre el exilio de Dante en la cual se traduce la amargura del poeta, que ya lleva algunos años fuera de su ciudad:

Mas no será cincuenta veces alumbrado
el rostro de la mujer que aquí reina
que tú sabrás cuánto aquel arte pesa.
Versos 79-81